# Joachim Maruhn
Joachim Alexander Maruhn (* 15. Mai 1949 in Frankfurt am Main) ist ein deutscher theoretischer Kernphysiker. Er ist Professor an der Goethe-Universität Frankfurt am Main.
Maruhn wurde 1973 bei Walter Greiner an der Universität Frankfurt promoviert (Dynamische Behandlung der Massenasymmetrie in der Kernspaltung mit Hilfe des Zweizentren-Schalenmodells). Mit seinem Lehrer Greiner schrieb er ein Lehrbuch der theoretischen Kernphysik.
Er befasst sich in jüngster Zeit mit Kernstruktur-Berechnungen für exotische Kerne und superschwere Elemente (wobei die Simulationen eine Blasenstruktur erkennen ließen), zeitabhängigen Hartree-Fock-Verfahren in der Kernphysik und Modellierung der Plasmen, die bei Bestrahlung von Targets mit Hochleistungslasern und Schwerionenstrahlen entstehen (zum Beispiel bei Kernfusionsexperimenten).

## Schriften
- mit Walter Greiner Theoretische Physik, Band 11: Kernmodelle, Harri Deutsch 1995
  - Englische Ausgabe Nuclear Models, Springer Verlag 1996
- mit Paul-Gerhard Reinhard, Eric Suraud Simpel models of many fermion systems, Springer Verlag 2010
- mit D. Troltenier, P. O. Hess Numerical application of the Geometric Collective Model, in K. Langanke, J. A. Maruhn, S. E. Koonin (Hrsg.) Computational Nuclear Physics 1: Nuclear Structure, Springer Verlag 1991
- mit S. E. Koonin The Time-Dependent Hartree Fock Approximation for Nuclear Slabs, in Langanke, Maruhn, Koonin (Hrsg.) Computational Nuclear Physics 2: Nuclear Reactions, Springer Verlag 1993
- Herausgeber mit Karlheinz Langanke, Steven Koonin: Computational Nuclear Physics. Bd. 1, 2, Springer Verlag 1991, 1993 (darin von Maruhn in Band 1 mit D. Troltenier, P. O. Hess, Numerical application of geometric collective model, in Band 2 mit S. Koonin: The time dependent Hartree Fock approximation for nuclear slabs)